# 大映嵯峨野撮影所
大日本映画嵯峨野撮影所（大映嵯峨野撮影所、だいにほんえいが さがのさつえいじょ、だいえい-）は、かつて存在した日本の映画スタジオである。第二次世界大戦後に大映の社長に就任することになる永田雅一が日活から独立して設立した第一映画社が、1935年（昭和10年）1月に第一映画撮影所（だいいちえいが-）として建設・開所した。その後、新興キネマ京都太秦第二撮影所（しんこうキネマきょうとうずまさだいに-）となり、1942年（昭和17年）に新興キネマが戦時統制で合併して設立した大日本映画（のちの大映）の撮影所となった。

## データ
- 所在地 京都市右京区嵯峨野千代ノ道町

北緯35度00分41.69秒 東経135度41分42.82秒 / 北緯35.0115806度 東経135.6952278度

## 名称の変遷
| 年号   | 名称                         | 経営会社   | 備考       |
| ------ | ---------------------------- | ---------- | ---------- |
| 1935年 | 第一映画撮影所               | 第一映画社 | 開所       |
| 1937年 | 新興キネマ京都太秦第二撮影所 | 新興キネマ |            |
| 1942年 | 大日本映画嵯峨野撮影所       | 大日本映画 | すぐに閉鎖 |

## 略歴・概要
1934年（昭和9年）9月、日活京都撮影所の企画部長であった永田雅一が突如同社を退社、「第一映画社」を設立した。小説家の川口松太郎、映画監督の伊藤大輔、溝口健二、犬塚稔、女優の山田五十鈴、原駒子らが同社に参加、同社は、嵯峨野にある片岡千恵蔵プロダクションのステージをレンタルし、伊藤監督による同社設立第1作『建設の人々』を撮影した。同撮影所は、同年9月21日の室戸台風で壊滅してしまう。千恵プロは撮影所の復旧を行った。
翌1935年（昭和10年）1月、永田率いる第一映画社は、千恵プロ撮影所に隣接して、第一映画撮影所を建設・開所した。同年4月、第一ステージが失火で全焼する。1936年（昭和11年）5月28日、溝口健二監督、山田五十鈴主演の映画『浪華悲歌』を製作、松竹キネマが配給する。同作を最後に、社長の永田が新興キネマに引き抜かれ、同社の京都太秦撮影所長に就任し、第一映画社は解散した。解散後、この撮影所は、松竹キネマ作品のレンタルスタジオとなった。
1937年（昭和12年）には、永田のいる新興キネマの第二スタジオ、新興キネマ京都太秦第二撮影所となった。1942年（昭和17年）1月、戦時統制により、新興キネマは、大都映画、日活の製作部門と合併し、大日本映画を設立した。同撮影所は、同年、大日本映画嵯峨野撮影所（大映嵯峨野撮影所）となったが、製作本数は少なく、撮影所ばかりが多い同社のなかで淘汰され、すぐに閉鎖された。

## 註
1. 1 2 3 4 5 6 7 8 9 10 11 12 13  「第一映画撮影所」、立命館大学公式サイト（#外部リンク欄）、2009年10月7日閲覧。二重リンクを省く。